# Olsene
Olsene is een dorp in de Belgische provincie Oost-Vlaanderen en een deelgemeente van Zulte. Olsene ligt aan de Leie, het was een zelfstandige gemeente tot aan de gemeentelijke herindeling van 1977. Het grenst aan Machelen.

## Geschiedenis
Een oude vermelding van de plaats gaat terug tot 814. De plaats werd vermeld als Olfsne in het Liber Traditionum van de Sint-Pietersabdij van Gent.
Het dorp behoorde tot de rode van Deinze, in de kasselrij Kortrijk.
In 1088 werd Willem van Olsene als heer genoemd. Eind 14e eeuw kwam de heerlijkheid aan familie Van de Zijpe, in 1440 aan de familie Quévin en door huwelijk aan de familie Lanchals. Dat bleef zo tot 1727. De laatste heer was van de familie de Kerchove. Het kasteel en park, ook Hof ter Wallen genaamd, kwam uiteindelijk in bezit van de familie Piers.
Aanvankelijk situeerde het dorpscentrum met de kerk zich dicht bij een bocht van de Leie. In de 19de eeuw kregen nieuwe verkeerswegen meer belang, zoals de steenweg van Kortrijk naar Deinze (N43) en de spoorlijn tussen dezelfde steden. Het dorpscentrum van Olsene werd toen meer oostwaarts verlegd, dichter bij deze verkeersassen. De oude kerk werd gesloopt in 1880 nadat daar een nieuwe kerk was gebouwd.
Het dorp kende veel vlasnijverheid. Begin 20e eeuw kende men 15 vlasroterijen op de Leie. Deze activiteit is vrijwel geheel verdwenen.

## Demografische ontwikkeling
- Bronnen:NIS, Opm:1831 tot en met 1970=volkstellingen; 1976 = inwoneraantal op 31 december

## Bezienswaardigheden
- Het kantmuseum was er gevestigd in de Kerkstraat 62. Het hoofdthema was daar Naaldkantwerk met als bijzonderheid het project "Kunst in Kant". Het sloot in augustus 2007; het project "Kunst in Kant" bestaat nog.
- Het Kasteel van Olsene, gebouwd in 1854-1859 is een ontwerp van Louis Minard uit Gent. Het is niet toegankelijk voor het publiek.
- Sint-Pieterskerk

## Natuur en landschap
Olsene ligt aan de Leie in Zandig Vlaanderen. De hoogte bedraagt 8-15 meter. De belangrijke verkeersas van Gent naar Kortrijk, omvattende een hoofdweg, een spoorlijn en een autosnelweg, loopt door of langs Olsene.

## Geboren in Olsene
- Modest Huys (1874-1932), kunstschilder
- Paul Demets (1966), dichter
- Jef van den Eynde (1879-1929), Vlaams studentenleider

## Nabijgelegen kernen
Machelen, Oeselgem, Zulte, Kruishoutem